# Nagroda Śląskiego Środowiska Bibliotekarskiego
Nagroda Śląskiego Środowiska Bibliotekarskiego im. Józefa Lompy – przyznawana jest corocznie od roku 2002 przez Forum Dyrektorów Publicznych Bibliotek Samorządowych Województwa Śląskiego.
Patronem nagrody jest śląski działacz i publicysta Józef Lompa. Honoruje się nią osoby, które mają wybitne osiągnięcia w promocji czytelnictwa oraz realizują twórcze pomysły w pracy bibliotecznej. Autorem projektu statuetki był katowicki rzeźbiarz Zygmunt Brachmański.

## Laureaci nagrody
- 2002 – Irena Walachniewicz-Jasińska – Częstochowa
- 2003 – Krystyna Mika – Gliwice
- 2004 – Gabryela Ferdyn – Tychy
- 2005 – Genowefa Mandau – Bielsko-Biała
- 2006 – Małgorzata Kocek – Piekary Śląskie
- 2007 – Barbara Kaczmarzyk – Częstochowa
- 2008 – Beata Wardęga – Będzin
- 2009 – Łucja Ruchała – Bielsko-Biała
- 2010 – Jolanta Jakubczyk – Siewierz
- 2011 – Danuta Witek – Sosnowiec
- 2012 – Joanna Widera – Łaziska Górne
- 2013 – Marzena Mróz – Racibórz
- 2014 – Elżbieta Walczak – Sosnowiec
- 2015 – Małgorzata Hezner – Jaworzno
- 2016 – Anna Latta-Pisarek – Gliwice
- 2017 – Sylwia Szarwark – Sosnowiec
- 2018 – Maria Jasionek – Jastrzębie-Zdrój